# Botafogo SP
Botafogo Futebol Clube este un club de fotbal din Ribeirão Preto, statul São Paulo, Brazilia.

## Lotul actual
| Nr. |          | Poziție | Jucător                              |
| --- | -------- | ------- | ------------------------------------ |
| 1   | Brazilia | P       | João Lucas                           |
| 2   | Brazilia | F       | Augusto Ramos                        |
| 3   | Brazilia | F       | Eli Sabiá (on loan from São Caetano) |
| 4   | Brazilia | F       | Igor                                 |
| 5   | Brazilia | M       | Luciano Sorriso                      |
| 6   | Brazilia | F       | André Rocha                          |
| 8   | Brazilia | M       | Rafael Chorão                        |
| 9   | Brazilia | A       | Carlão                               |
| 10  | Brazilia | M       | Vitor                                |
| 11  | Brazilia | M       | Henrique                             |
| 12  | Brazilia | P       | Renan Rocha                          |
| 13  | Brazilia | F       | Denis                                |
| 14  | Brazilia | F       | Carlos Henrique                      |

| Nr. |          | Poziție | Jucător                                |
| --- | -------- | ------- | -------------------------------------- |
| 16  | Brazilia | F       | Bruno Costa (on loan from Atlético-PR) |
| 18  | Brazilia | A       | Giancarlo (on loan from Parana Clube)  |
| 19  | Brazilia | A       | Isaac Prado                            |
| 20  | Brazilia | M       | Baratella                              |
| 21  | Brazilia | P       | Otavio                                 |
| 22  | Brazilia | F       | Roniery (on loan from Parana Clube)    |
| 23  | Brazilia | F       | Halisson                               |
| 25  | Brazilia | M       | Liel                                   |
| 26  | Brazilia | M       | Gimenez                                |
| 27  | Brazilia | F       | André Santos                           |
| 29  | Brazilia | A       | Diogo Campos                           |
| 30  | Brazilia | P       | Andrey                                 |

## Președinți
| - Luiz Pereira 2010/2011 - Virgílio Pires Martins 2008/2009 - Luiz Pereira 2006/2007 - Walcris da Silva 2002/2005 - Luiz Carlos Bianchi 2002 - Ricardo Christiano Ribeiro 1998/2001 - Laerte Alvez (1994–1997) - José Antonio Montefeltro 1990/1993 - Osvaldo Silva 1986/1989 - Faustino Jarruche 1984/1985 - Miguel Mauad Neto 1982/1983 - Benedito Sciência da Silva 1980/1981 - Atílio Benedini Neto 1976/1979 - Faustino Jarruche 1974/1975 - Ricardo Christiano Ribeiro 1972/1973 - Walter Strambi 1970/1971 - Osvaldo Silva 1969 - Farjala Moisés/Osvaldo Silva 1968 - Francisco Oranges 1967 - Waldomiro da Silva 1956/1966 - João Rucian Ruiz 1955 - Costábile Romano 1953/1954 | - Luiz Manoel Marinho 1952 - Costábile Romano 1949/1951 - Osvaldo de Abreu Sampaio/Durvalino Cened 1948 - Domingos Baptista Spinelli 1947 - José Elias de Almeida 1944/1946 - Arthur Fernandes de Oliveira 1942/1943 - Mario Marques 1941 - Adelmo Silva 1940 - Francisco Prata 1939 - Edison Dutra Barroso 1938 - Adriano dos Santos 1937 - Luiz Pereira 1936 - José de Magalhães 1935 - Adriano dos Santos 1934 - Francisco Prata 1931/1933 - Antonio Augusto da Silva 1929/1930 - Adriano dos Santos 1925/1928 - Francisco Prata 1924 - Alvino Grotax 1922/1923 - José Novas 1920/1921 - Pedro Aguiar / Egydio Cabral 1919 - Joaquim Gagliano 1918 |